# Koskenpää

Wappen der ehemaligen Gemeinde Koskenpää

Koskenpää [ˈkɔskɛnpæː] ist eine ehemalige Gemeinde in Finnland und heute ein Teil der Stadt Jämsä.
Koskenpää liegt in der Landschaft Mittelfinnland 26 Kilometer nördlich des Stadtzentrums von Jämsä am Jämsänjoki-Fluss. Die Gemeinde Koskenpää umfasste neben dem gleichnamigen Hauptort eine Fläche von insgesamt 352,5 km² und hatte zuletzt 2.393 Einwohner (1963).
Das Gebiet von Koskenpää gehörte ursprünglich zum Kirchspiel Jämsä. Mit dem Bau einer Teerfabrik im Jahr 1909 setzte in Koskenpää die Industrialisierung ein und der Ort erlebte ein starkes Wachstum. 1926 wurde Koskenpää gleichzeitig mit Jämsänkoski als eigenständige Gemeinde aus Jämsä gelöst. 1969 wurde Koskenpää nach Jämsänkoski eingemeindet, welches sich wiederum 2009 mit Jämsä vereinigte.
Die Kirche von Koskenpää wurde 1896–1902 errichtet.